# Dasychira anoista
Dasychira anoista är en fjärilsart som beskrevs av Collenette 1960. Dasychira anoista ingår i släktet Dasychira och familjen tofsspinnare. Inga underarter finns listade i Catalogue of Life.